# Jardín Botánico Nuova Gussonea

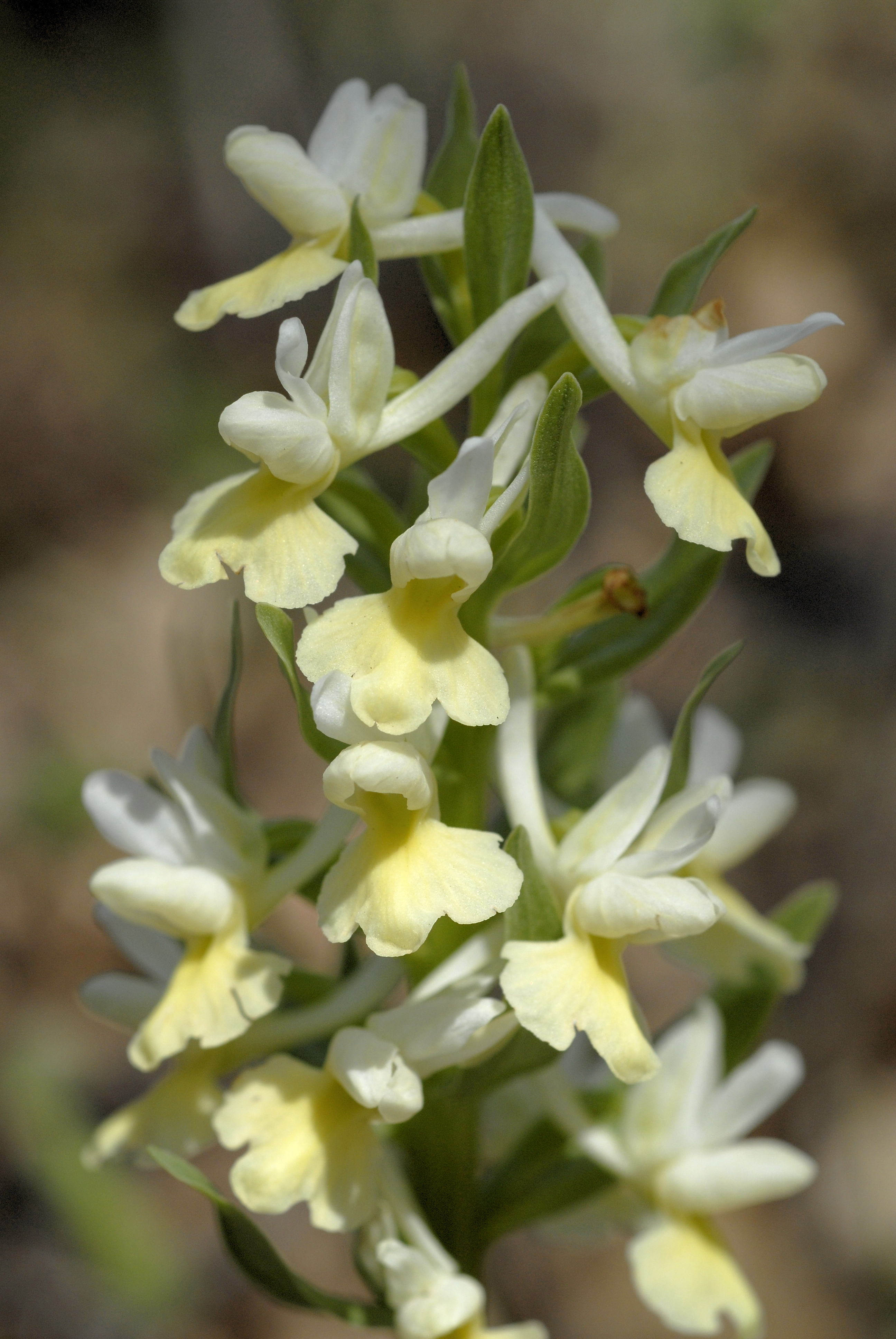
Inflorescencia de Dactylorhiza romana en las laderas del monte Etna.

El Jardín botánico Nuova Gussonea (en italiano: Giardino Botanico "Nuova Gussonea") es un jardín botánico de unas 10 hectáreas de extensión que depende administrativamente del "Departamento de Botánica" de la Universidad de Catania, Sicilia.

## Localización
Está localizado a una altitud de 1700 m s. n. m. en la ladera sur del Monte Etna, en el área B del parque natural del Etna, Ragalna, Provincia de Catania, Sicilia, Italia.37°38′0″N 14°56′0″E / 37.63333, 14.93333

## Historia
El jardín fue creado en 1979 gracias a un acuerdo entre la Dirección General de Bosques de la región de Sicilia y la  Universidad de Catania, e inaugurado en 1981, refleja el jardín preexistente de corta existencia que fue creado en el lugar en  1903.
Está nombrado en honor del botánico Giovanni Gussone, quién estudió la Flora de Sicilia y nombró a numerosas especies.

## Colecciones
El jardín botánico hace una réplica de la totalidad del medioambiente del volcán, incluyendo unas exhibiciones especiales de colada de Lava y de una pequeña gruta. Las mayores secciones son : 
- Cisternazze - vegetación natural
- Lechos florales - con unos 200 lechos dedicados especialmente a la vegetación del Monte Etna, y distribuidos en áreas de acuerdo a su altitud
- Gruta de Lava - plantas adaptadas a una luz escasa, incluyendo Asplenium septentrionale
- Colada de Lava - con vegetación natural
- Vivero - distribuidos en orden filogenético
- Arroyo - álamos
- Zona arbolada - primordialmente abedules (Betula aetnensis), además endemismos y especies herbáceas y arbustivas espontáneas sicilianas, con: Anthemis ismelia, Brassica, Celtis aetnensis, Centaurea tauromenitana, Cremnophyton lanfrancoi, Darniella melitensis, Paleocyanus crassifolius, Salix gussonei, Scilla cupani, Scilla dimartinoi, Scilla sicula, Senecio ambiguus, Zelkova sicula, etc.

El jardín alberga también un pequeño banco de semillas (Rifugio Valerio Giacomini) y una pequeña estación meteorológica de toma de datos del clima. 